# Sejm zwyczajny 1724 (zalimitowany)
Sejm 1724 – sejm zwyczajny I Rzeczypospolitej, został zwołany 3–7 lipca 1724 roku do Warszawy.
Sejmiki przedsejmowe w województwach odbyły się 21–24 sierpnia, a główne prowincjonalne 11 września 1724 roku.
Marszałkiem sejmu obrano Stefana Potockiego, referendarza koronnego.
Obrady sejmu trwały od 2 października do 13 listopada 1724 roku. Sejm został zalimitowany, podjął 5 uchwał wpisanych do konstytucji sejmowych.